# Pjotr Sergejewitsch Nowikow
Pjotr Sergejewitsch Nowikow (russisch Пётр Сергеевич Новиков; * 15. Augustjul. / 28. August 1901greg. in Moskau, Russisches Kaiserreich; † 9. Januar 1975 ebenda, Sowjetunion) war ein sowjetischer Mathematiker, der sich mit mathematischer Logik, Mengenlehre, mathematischer Physik und Gruppentheorie beschäftigte.

## Leben und Wirken
Pjotr Sergejewitsch Nowikow war der Sohn eines Moskauer Kaufmanns und studierte ab 1919 an der Lomonossow-Universität in Moskau, unterbrochen vom Dienst in der Roten Armee im Bürgerkrieg von 1920 bis 1922. 1925 machte er seinen Abschluss und forschte unter Nikolai Nikolajewitsch Lusin. Er lehrte am Institut für Chemische Technologie in Moskau und wurde 1934 Mitglied des Steklow-Instituts. 1935 machte er seinen Doktor (Kandidat) und wurde 1939 Professor. 1973 ging er in den Ruhestand. 1944 bis 1972 war auch er Leiter der Abteilung Analysis am Staatlichen Lehrerseminar in Moskau.
1953 wurde er korrespondierendes und 1960 volles Mitglied der Akademie der Wissenschaften der UdSSR.
Er war seit 1934 mit der Mathematikerin Ljudmila Wsewolodowna Keldysch, die ebenfalls Schülerin von Lusin und Professorin am Steklow-Institut war, verheiratet und zur Familie gehörten fünf Kinder, darunter der Fields-Medaillen-Preisträger Sergei Petrowitsch Nowikow und der Physiker Leonid Weniaminowitsch Keldysch (der Stiefsohn von Pjotr Nowikow).
Nowikow bewies 1943 die Konsistenz der Arithmetik mit rekursiven Definitionen. 1952 zeigte er die Unlösbarkeit des Wortproblems für Gruppen (eine effektive Prozedur zu finden, ob bei einer Gruppe mit endlich vielen Generatoren und Relationen ein „Wort“ (Produkt von Gruppenelementen) der Identität entspricht). Dafür erhielt er 1957 den Leninpreis. Außerdem leistete er wichtige Beiträge zur Lösung des Burnside-Problems in der Gruppentheorie (ist jede endlich erzeugte periodische Gruppe endlich?) im Spezialfall gleicher endlicher Exponenten für jedes Gruppenelement. Sein erster Beweis von 1959, der die Existenz unendlicher solcher Gruppen in Abhängigkeit von der Zahl {\displaystyle d} der Erzeugenden und der Ordnung der Periodizität der Elemente {\displaystyle n} zeigte (das heißt {\displaystyle x^{n}=1} für alle Gruppenelemente {\displaystyle x}), war nicht ganz korrekt, mit Sergei Adjan gab er allerdings 1968 einen Existenzbeweis für {\displaystyle n>4380}, in ihrem Buch The Burnside Problem and Identities in Groups von 1979 auf {\displaystyle n>664} verbessert. Außerdem zeigte er die Endlichkeit für {\displaystyle n=2}.
Er sollte nicht mit dem sowjetischen General Pjotr Georgjewitsch Nowikow (1906–1944) verwechselt werden.

## Werke
- Elemente mathematischer Logik (1959)